# Allosturmia turicai
Allosturmia turicai là một loài ruồi trong họ Tachinidae.